# Finland i mellemkrigstiden
Finland i mellemkrigstiden er tiden fra Den finske borgerkrigs afslutning i 1918 til vinterkrigens udbrud i november 1939.

## Baggrund

### Frændefolkskrigen
Frændefolkskrigen (finsk: heimosodat) var en serie konflikter mellem 1918 og 1922, som involverede det nys selvstændige Finland og de naboområder, hvor østersøfinske sprog blev talt. Konflikterne foregik ofte i Rusland eller i områder, som grænser til Rusland. Omkring 9.000 finske frivillige deltog i aktioner, hvis mål var at støtte eller tage kontrollen over områder befolkede af med finnerne beslægtede folk, så kaldte frændefolk. Aktionerne havde til formål enten at vinde kontrollen over disse områder eller at hjælpe dem til at opnå selvstændighed. Mange af dem, som deltog, var inspirerede af idéen om et Storfinland. Visse konflikter bestod i ekspeditioner fra Finland eller lokale oprør, hvor de frivillige ville hjælpe frændefolkene i deres kamp for selvstændighed eller annektere områderne til Finland.
Finnerne deltog i fem forskellige ekspeditioner.
- Viena-ekspeditionen (1918)
- Den estniske frihedskrig (1917-1920)
- Aunus-ekspeditionen (1919)
- Petsamo-ekspeditionerne (1918 og 1920)
- Ingermanlændingenes oprør (1919)

Finnerne fik delvis støtte fra civile i de berørte områder, men størstedelen af befolkningerne var ikke interesserede i den finske propaganda, men håbede mere på hjælp i form af mad og tøj. Efter som Finland aldrig officielt deltog i ekspeditionerne, slap troppernes ressourcer hurtigt op, og de måtte erkende, at de ikke havde realistiske muligheder for at nå deres mål.

### Freden i Dorpat
Freden i Dorpat (Tartu) undertegnedes af Finland og den Russiske Føderative Sovjetrepublik (Russiske SFSR) den 14. oktober 1920. Freden præciserede for første gang Finlands grænser. Rusland anerkendte Finlands historiske grænser (det vil sige storfyrstendømmet Finlands grænser fra 1812, som for en stor del fulgte grænsen fra freden i Stolbova). Desuden gav Rusland Petsamoområdet til Finland, som zar Alexander 2. havde lovet Finland allerede i 1860. Finland på sin side tilbagegav sognene Repola og Porajärvi i Østkarelen, som ellers var kommet under finsk kontrol under Karelen-ekspeditionerne. Freden i Dorpat var ret gunstig for Finland, men det yderste højre i Finland, især Akateeminen Karjala-Seura anså den for at være en skammelig fred, eftersom Rusland kunne beholde Østkarelen. Visse finske frivillige fortsatte med at kæmpe under Krigen i Østkarelen (1921-1922).
Lederen af den finske delegation i Dorpat, Juho Kusti Paasikivi, mente senere, at freden var for gunstig for at kunne holde i længden.

### Efter borgerkrigen
Efter borgerkrigen var Finland dybt splittet. Tusinder af socialister, som havde kæmpet på den "røde" side, sattes i fangelejr. De røde havde under krigen herettet ca 1.650 civile med hvide sympatier (kendt som den røde terror), og de hvide hævnede sig efter krigen ved at fælde dødsstraffe på tvivlsomme grundlag i lejrene, hvilket resulterede i 7.000-9.000 døde (kendt som den hvide terror). Desuden døde mange i lejrene af hunger eller Spansk syge, som hærgede værst i månederne efter krigen.
Finland var på vej til at blive et kongerige efter borgerkrigen. Friedrich Karl von Hessen, som var valgt til finsk konge med navnet Fredrik Kaarle, frasagde sig dog kronen efter, at Tyskland var blevet besejret i 1. verdenskrig. Den 17. juli 1919 blev Finland endegyldigt udråbt som republik, og som første præsident valgtes Kaarlo Juho Ståhlberg.
Størstedelen af det radikale venstre var i slutfasen af borgerkrigen flygtet til Russiske SFSR, og det moderate venstre var længe udelukket fra politik. Først år 1926 kunne Väinö Tanner danne en socialdemokratisk minoritetsregering og blandt andet benåde de røde, som endnu var fængslede efter krigen. Først langt ind i 1930'erne blev sårene fra borgerkrigen så helede, at den finske befolkning begyndte at føle sig enigt.

## Forfatning og forvaltning
Endnu i 1918 var stemningen i Finland stærkt delt med hensyn til, om landet skulle blive et kongerige eller en republik. Til at begynde med var der på landdagen flertal for den første løsning, og en tysk prins blev endog den 9. oktober 1918 valgt til konge, men omslaget på krigsskuepladsen kort efter bevirkede, at den tyske kandidatur til tronen måtte opgives, Prinsen gav afkald, og endelig i juni 1919 lykkedes det landdagen at enes om en ny republikansk forfatning, regeringsformen af 21. juni 1919. Denne var dog ikke republikkens eneste grundlov, om den end er den øverste. Grundlov var ligeledes rigsdags-, tidligere landdagsordningen af 26. juli 1906, revideret i 1927, samt 4 andre love, hvoraf de to angik Ålands autonomi.
Finland blev nu en demokratisk parlamentarisk republik, hvori den udøvende magt lå hos præsidenten og statsrådet, den lovgivende magt hos rigsdagen i forening med præsidenten og den dømmende magt hos uafhængige domstole, hvis øverste instanser var højesteret og den højeste forvaltningsdomstol.

### Præsidenten
Præsidenten valgtes af selve folket gennem valgmænd. Præsidentens embedsperiode var 6 år. Præsidenten havde en ikke ringe udøvende magt, var således den øverstbefalende over krigsmagten, og kunne selv anføre hæren i krig. Præsidenten udnævnte og afskedigede statsrådets medlemmer, ministrene, og behøvede hertil ikke engang ministerkontrasignatur. Men navnlig havde præsidenten to vigtige beføjelser: vedkommende kunne opløse rigsdagen og havde et suspensivt veto over for de af rigsdagen vedtagne love således, at en lov, der var nægtet stadfæstelse, først blev gældende, hvis rigsdagen efter nye valg igen vedtog loven uforandret.

### Statsrådet
Bortset fra de præsidenten tillagte beføjelser havde statsrådet (regeringen), hvis medlemmer ifølge regeringsformens udtrykkelige ord "bør nyde Rigsdagens tillid" — hvorved den parlamentariske regeringsform var fastslået — i øvrigt selvstændigt at føre regeringen. Statsrådets leder benævntes statsminister, og efter svensk mønster fandtes der også en af præsidenten udnævnt justitskansler og en af rigsdagen valgt justitsombudsmand til at føre tilsyn med alle statens embedsmænd lige op til ministrene og præsidenten og eventuelt rejse tiltale mod dem. Tiltale mod ministrene — for rigsretten — kunne dog kun besluttes af rigsdagen eller af præsidenten, og tiltale mod præsidenten — for højforræderi — kun af rigsdagen med 3/4 af de afgivne stemmer.
Rigsdagsordningen af 1927 stemte i det hele med landdagsordningen af 1906, men rigsdagens myndighed blev i mellemtiden meget udvidet således, at nu blandt andet alle statens indtægter og udgifter skulle opføres på det årlige budget, der vedtoges af rigsdagen og forkyndtes som lov. Rigsbanken, Finlands bank, stod under rigsdagens garanti og blev styret af fuldmægtige, som rigsdagen valgte.

### Sprog
Som følge af den befolkningsmæssige situation var finsk såvel som svensk er anerkendte nationalsprog og ligestillede; i hæren var kommandosproget dog finsk.

### Åland
En særlig statsretlig stilling indtog Åland, der ved et par love af 1920 og 1922 fik en vidtgående autonomi, der udøvedes gennem Ålands Landsting. Ålændingerne var fri for værnepligt, og beskyttelse mod forfinskning var tilsikret dem. Ålands særrettigheder kunne ikke ændres uden Ålands Landstings samtykke, og klage for krænkelser heraf kunne af landstinget gennem Finlands regering rettes til Folkeforbundet.

## Næringsliv og økonomi
Finlands næringsliv gennemgik i mellemkrigstiden en støt vækst - trods krisetider. Langt den største næringsgren udgjorde i hele mellemkrigstiden landbrug, mens især industrien tiltog i betydning.
I 1920 var fordelingen efter sysselsætning følgende:
landbrug - 2.020.021 personer (65,1 %),
industri og håndværk 459.751 (14,8 %),
handel og omsætning 106.276 (3,4 %),
samfærdsel 104.142 (3,4 %),
offentlig embedsvæsen 52.250 (2 %),
andre næringsveje 464.500 (15,3 %).

### Landbrug
I 1926 fandtes 64 % agerland, 1,7 % naturlig eng, 1,0 % græsland og 25,3 % anden jord (bortset fra skov).
Antallet af selvstændige jordbrugere voksede kraftigt i mellemkrigstiden: fra 125.172 i 1910 til 182.373 i 1920, 255.395 i 1929 og ca. 300.000 i 1938. Denne udvikling skyldtes en lovgivning, som muliggjorde for forpagtere og arbejdere at købe statsjord. Udviklingen bevirkede ydermere, at andelen af selvejende jordbrugere voksede fra 46% til 63% af den samlede landbefolkning. Af betydning var det endvidere, at Finland fik en egen produktion af landbrugsmaskiner.
Af landets 250.749 landejendomme havde 96.474 mindre end 3 ha, 98.238 havde 3—10 ha, 41.119 havde 10—25 ha, 13.961 25—100 ha, og 937 havde mere end 100 ha.
I 1926 høstedes 302.490 t rug, 156.100 t byg, 592.726 t havre, 851.008 t kartofler, 489.059 t foderroer og andre rodfrugter, 1.534 t hør og hamp, 14.075 t blandsæd, 15.814 t ærter og bønner, 235.3854 t agerhø, 464.314 t enghø. Høstens værdi blev anslået til 4.962.135.000 finske mark. Agerdyrkningens vækst var:
| År   | Rug     | Hvede   | Værdi         |
|      | (tons)  | (tons)  | (finske mark) |
| ---- | ------- | ------- | ------------- |
| 1917 | 226.171 | 6.178   | 1.940.000.000 |
| 1927 | 327.465 | 28.954  | 5.281.000.000 |
| 1932 | 329.355 | 40.354  | 5.312.000.000 |
| 1937 | 431.363 | 208.611 | 7.589.000.000 |

Kilde: Gudme, s. 23
I 1926 udgjorde husdyrbestanden 399.998 heste, 1.860.479 stk. hornkvæg, hvoraf 1.291.894 køer, 1.413.697 får, 390.536 svin, 11.076 geder, 67.439 rener (over et år gamle). Svineholdet voksede fra 223.000 i 1920 til 273.000 i 1927, 292.000 i 1932 og 346.000 i 1937. Hønseholdet voksede fra 890.000 i 1920 til 1.307.000 i 1927, 2.748.000 i 1932 og 2.815.000 i 1937. Husdyrholdets produktionsværdi voksede fra 4.515.000.000 finske mark i 1932 til 6.604.000.000 finske mark i 1937.
I 1926 var der 595 mejerier i virksomhed, heraf 71 private, 44 aktieselskaber og 480 andelsmejerier. Der produceredes 20.062 t smør og 5.288 t ost.

### Skovbrug
Skovarealet udgjorde 25.251.000 ha (svarende til 65 % af landets areal), hvoraf 10.050.000 ha eller 39,8 % var statsskov. Produktive var 20.154.400 ha, hvoraf 7.015.800 ha statsskov.

### Jagt
Jagt var ikke en fuldtids levevej. I 1925 dræbtes 55 bjørne, 6 ulve, 27 losser, 1.638 ræve, 24 jærver, 167 oddere, 69 mårer, 4.849 hermeliner, 15.821 rovfugle. Der udbetaltes i præmie for dræbte rovfugle 23.040 finske mark.

### Bjergværksdrift
Finland havde forholdsvis store og mangesidige mineralforekomster: jernmalm, svovlkis, guld, nikkel, kobber, zink- og blymalm, zink- og kobbermalm, kalksten, feldspat, kvarts og asbest. Af disse skulle især nikkel få strategisk betydning.
Bjergværksdriften var forholdsvis ubetydelig. Produktionens bruttoværdi var 1926 2.811.200 finske mark. Der fremstilledes 8.871 t råjern.

### Industri
I 1926 beskæftigedes i 3526 fabrikker 149.367 arbejdere. Produktionens bruttoværdi var 10.935.159.900 finske mark. Smeltning og metalforædling beskæftigede 4.757 arbejdere, maskinværksteder, støberier og skibsværfter 8.997, sten-, ler-, glas-, kul- og tørveindustri 9650, læder- og hårindustri 5.686, tekstilindustri 20.110, papirindustri 16.039 og træindustri 52.135 arbejdere, fabrikation af nærings- og nydelsesmidler 9.880 arbejdere og grafisk industri 4.940 arbejdere.
Antallet af ansatte i træindustrien voksede fra 32.555 i 1917 til 79.632 i 1937, og antallet af ansatte i andre industrier fra 73.144 i 1917 til 127.874 i 1937. Da den økonomiske krise slog igennem, skete der et midlertidigt fald, men det blev overvundet og fremgangen i beskæftigelsen fortsatte opad.
| År   | Træindustri     | Andre industrier |
|      | (antal ansatte) | (antal ansatte)  |
| ---- | --------------- | ---------------- |
| 1917 | 32.555          | 73.144           |
| 1927 | 74.705          | 84.436           |
| 1932 | 51.296          | 75.926           |
| 1937 | 79.632          | 127.874          |

Kilde: Gudme, s. 26

### Handel
Finland eksporterede 1927 varer for 6.322 mio. finske mark og importerede varer for 6.367 mio. finske mark. Af importen kom 34,85 % fra Tyskland, 14,13 % fra U. S. A., 12,82 % fra Storbritannien, 7,37 % fra Sverige, 5,77 % fra Nederlandene, 5,48 % fra Danmark. Eksporten var størst til England, Tyskland, Nederlandene, Frankrig, USA, Belgien, Rusland, Sverige, Danmark osv. Rusland trænges således langt tilbage i den finske handel.

### Samfærdsel
I 1926 fandtes 4.523 km statsbaner og 300 km privatbane, og der befordredes 22 mio. passagerer og 10,2 mio. t gods. Banenettets længde voksede fra 3.828 km i 1917 til 4.694 km i 1927, 5.101 km i 1932 og 5.489 km i 1937. Antallet af lokomotiver voksede fra 560 i 1917 til 757 i 1937, og antallet af vogne fra 17.835 i 1917 til 25.653 i 1937
I 1926 fandtes 2.811 postkontorer, hvorfra der ekspederedes 69,8 mio. breve og postkort samt 1,8 mio. pengeforsendelser. Der fandtes 32.814 km telegraf- og 8.475 km telefontråd samt 25.240 km landeveje.
I 1927 bestod Finlands handelsflåde af 548 dampere (109.863 NRT), 92 motorskibe (11.095 NRT), 511 sejlskibe (79.351 NRT) samt 3.779 pramme (277.020 NRT), i alt 4.930 fartøjer på 477.329 NRT.
Finlands havne besøgtes 1926 af 15.018 skibe på i alt 8.144.453 Netto-Reg. Tons. 1925 gik 54.449 skibe gennem Finlands kanalveje.
Flyveforbindelserne Helsingfors—Stockholm og Helsingfors—Tallinn befordrede 1926 3.218 passagerer og 52.661 kg gods.

## Kirkelige forhold
Finland havde en altovervejende protestantisk befolkning.
Efter, at Finland var blevet uafhængigt, blev der foretaget en ny opdeling af landet i 5 stifter: Åbo, Tammerfors, Uleåborg, Vyborg og Borgå.

## Undervisning
Efter at Finland var blevet uafhængigt, blev der oprettet et svensk og et finsk universitet i Åbo.

## Kultur

### Kunstflid
Finsk Kunstflidsforening blev stiftet allerede i 1875 og dekorationskunstnernes forening 1910. Den ved århundredskiftet rådende folkeligt romantiske retning med de tunge former trængtes tilbage til fordel for en lettere, måske mere international stil, som dog gerne brugte de folkelige motiver. Møbelkunst, tekstil, glassliberi havde hver deres dygtige repræsentanter, og den gamle ry-vævning (rya = væg- eller kanetæppe) blev optaget med iver over alt i landet.

### Malerkunst
Blandt malere kan nævnes ekspressionisten Sallinen, blandt billedhuggere I. Aalto, som vakte opmærksomhed også uden for Finland.

### Musik
Af yngre udøvende sangere og sangerinder fra datiden kan nævnes: Soini af Enehjelm, Helge Lindberg, Hanna Granfelt, Signe Liljeqvist, Lahja Linko.

### Teater
Efter krigen oprettedes der en finsk opera, som spillede i det tidligere russiske teater. En indenlandsk opera, "Pohjalaiset" (Österbotninge) af L. Madetoja vandt megen anerkendelse og blev tillige opført i Stockholm.

## Udenrigspolitik
Den unge selvstændige stats forhold til nabolandene var ikke så godt i begyndelsen. Forholdet til Russiske SFSR (fra 1922 Sovjetunionen) var problematisk på grund af Østkarelens situation, som Finland gerne så som autonomt. Sovjetunionen anså imidlertid en nominel autonomi som værende tilstrækkelig. Et andet problempunkt var Ålandsspørgsmålet. Ålændingene ville tilslutte sig til Sverige, men kravet blev direkte afvist fra finskt side. År 1921 løste Folkeforbundet tvisten til Finlands fordel men på det vilkår, at øerne ikke måtte forfinskas, idet Finland måtte acceptere svensk som sprog på øerne. Konflikten gjorde imidlertid, at Finlands relation med Sverige forblev anstrengt.
Visse kredse i den finske regering ville løse problemet med Finlands forsvar med en forsvarsunion med Estland, Letland og Polen. Riksdagen ratificerade dog aldrig nogen aftale om dette, og Finland forsøgte sig med en model af nordisk neutralitet.
En ikke-anggrebspagt med Sovjetunionen undertegnedes i 1932. I slutningen af 1930-erne planlagdes en forsvarsunion mellem Finland og Sverige, men den blev aldrig fuldbyrdet blandt andet som følge af, at Sovjetunionen modsatte sig den.

## Indenrigspolitik
Den allerede før Mannerheim’s tiltræden som rigsforstander i 1918 dannede regering (med L. Ingman som leder) så som sin første opgave at råde bod på de svære ernæringsforhold, der yderligere vanskeliggjordes ved den mængde krigsfanger, staten nu havde at forsørge, og hvis lidelser ved statens afmagt i så henseende naturligvis ikke var egnet til at mildne følelserne hos de overvundne. Nye valg til rigsdagen var nødvendige, fordi så godt som alle de socialdemokratiske parlamentsmedlemmer havde mistet deres mandat på grund af deltagelse i oprøret. I den politiske partidannelse skete der forskydninger, så at der i stedet for de tidligere finsksindede partier, Gammel-, og Ungfennomaner, nu dannedes et monarkisk sindet, konservativt farvet "Samlingsparti" og et "Fremskridtsparti", som kæmpede for republikansk regeringsform; på sidstnævnte standpunkt stillede sig også Landmandspartiet og Socialdemokraterne.
Begivenhederne udviklede sig slag i slag. En ny regering med K. Castrén som leder fremsatte for rigsdagen et forslag om republikansk regeringsform, hvilket blev vedtaget og af rigsforstanderen stadfæstet den 17. juli 1919. Den 25. juli foretoges præsidentvalget i overensstemmelse med loven af rigsdagen (for fremtiden skulle præsidenten vælges af folkevalgte valgmænd). Kaarlo Juho Ståhlberg blev valgt med 143 stemmer mod 50 stemmer til Mannerheim. Valget betød, at majoriteten frem for alt ønskede en forsoning mellem samfundsklasserne og istandbringelse af fredelige forhold med Rusland.
Rigsdagen vedtog en del nye skattelove og bestemmelser om arbejdstid, og 1920 kom den første amnestilov for en del af krigstidens statsforbrydere. Spørgsmålet om "Ålandssagen" (om øgruppen vedblivende skulle høre til Finland eller overgå til Sverige) bragte regeringen bryderier, og i forhold til Rusland var der hverken krig eller fred. Bolsjevikregeringen foreslog i efteråret 1919 fredsforhandlinger, men i Finlands borgerlige partier ville man ingen ting have at gøre med denne regering. På den anden side ville man heller ikke gribe til våben for om muligt at styrte sovjetvældet lige så lidt, som staten ville understøtte østkarelerne, der i 1919 havde rejst sig mod sovjetstyret og ønskede forening med Finland, hvorfra der strømmede frivillige til det undertrykte frændefolks hjælp, men den karelske bevægelse blev slået ned.
I maj 1920 kom en lov om Ålands selvstyre. Med Russiske SFSR påbegyndtes der fredsforhandlinger, som endelig førte til den den 14. oktober underskrevne fred i Dorpat (Tartu), hvor efter landegrænsen skulle blive den gamle, dog således, at ishavområdet Petsamo blev overdraget til Finland; til gengæld måtte Finland anerkende Ruslands herredømme i Østkarelen mod, at Sovjet lovede dette land autonomi lige som Ingermanland fik anerkendt kulturel autonomi. I 1920 blev Finland optaget som medlem af Folkeforbundet, og Ålandsspørgsmålet løstes endelig 1921 af dette sådan, at øgruppen tilkendtes Finland.
Trods fredsslutningen vedblev forholdet til den østre nabo at være meget spændt. I efteråret 1921 udbrød der nemlig en ny opstand i Østkarelen, fordi Rusland brød alle løfter om autonom. Sovjetstyret beskyldte den finske regering for at have fremkaldt opstanden samtidig med, at de finske kommunister bestandig opflammedes til oprør.
I 1922 vedtoges under Ministeriet Kallio loven om udstykning af statsjord ("Lex Kallio"). De radikaleste socialdemokrater var flygtede til Rusland og dannede der Finlands kommunistiske parti (FKP). Efter som det var dannet af oprørsmændene, kunne det ikke virke i Finland. Derfor oprettede FKP som sin lovlige facade Finlands socialistiska arbetarparti, som fik 27 af 199 pladser i riksdagsvalget 1922. Politiet arresterede dog alle partiets riksdagsmedlemmer for landsforræderi, og partiet blev forbudt. Da Rigsdagsmedlemmernes antal i 1923 på grund af, at kommunisterne fængsledes for højforræderi, blev meget indskrænket, gjorde præsident Ståhlberg resolut en ende på de derved opståede vanskeligheder ved at gøre brug af sin ret til opløsning af parlamentet 1924.
Efter skiftende, kortvarige ministerier udløb 1925 Kaarlo Juho Ståhlberg’s præsidentperiode, og til hans efterfølger valgtes Lauri Kristian Relander. Samme år indførtes guldmøntfod. Efter endnu et ministerium Kallio fik Finland sit første rent socialdemokratiske ministerium med Väinö Tanner som leder fra 1926 til 1927 og som kunne udføre en almen benådning, hvor efter regeringen kom i hænderne paa Agrarpartiet (ledere: Sunila og Kallio) med et kortvarigt mellemliggende blandingsministerium Mantere.
1927 vedtog rigsdagen en lov om forsvarsvæsenets ordning og om beskyttelseskorpsene. Samme år fik Finland sæde i Folkeforbundsrådet for et tidsrum af 3 år.
Store byggearbejder, som havde til formål at udnytte Imatra-vandfaldets kraft, medførte, at store dele af Sydfinland der i gennem blev elektrificeret.
Samtidig konstituerede den højreekstremistiske lapporørelse sig. Lapporørelsen fremkaldte Blandingsministeriet Svinhufvud 4. Juli 1930. Under årene 1929-1932 angreb Lapporørelsen kommunistiske aviser, ordnede masseprotester og terroriserede private medborgere ved at transportere dem til østgrænsen (såkaldte "skjutsar"). En af disse privatpersoner var den da tidligere præsident Ståhlberg. Kommunisterne måtte ikke deltage i riksdagsvalget 1930, og al kommunistisk virksomhed i Finland blev forbudt.
Pehr Evind Svinhufvud blev valgt til præsident i 1931 med støtte fra Lapporørelsen. Efter, at kommunisterne var neutraliserede, begyndte Lappofolket at vende sig mod socialdemokraterne. Lapporørelsen forsøgte at tage magten ved Mäntsäläoprøret i 1932, men præsident Svinhufvud, som ekstremisterne troede var på deres side, holdt en radiotale, hvori han klart tilkendegav, at han forsvarede Finlands lovlige statsmagt. Der efter faldt oprøret hurtigt sammen. Kort efter oprøret opløstes Lapporørelsen, og det politiske parti Isänmaallinen Kansanliike (IKL) oprettedes for at fortsætte det ekstreme højres arbejde. Partiet blev senere forbudt som led i våbenhvilebetingelserne, der blev indgåede med Sovjetunionen i 1944.
Et historisk fejlgreb i finsk politisk historie var forbudsloven 1919-1932. Kriminaliteten og alkoholforbruget voksede rekordartigt under disse år, og i 1929 skønnedes antallet af ulovlige udskænkningssteder i Helsingfors at opgå til flere hundrede. Forbudsloven ophævedes først efter en folkafstemning i 1932.
I slutningen af 1930-erne forsøgte Finland at holde sig neutralt, da konflikterne mellem Europas stormagter voksede. I august 1939 indgik Tyskland og Sovjetunionen den såkaldte Molotov-Ribbentrop-pagt, hvor Finland havnede i den sovjetiske interessesfære. Umiddelbart efter ønskede Stalin, at Finland skulle sende en delegation til Moskva for at diskutere "konkrete politiske spørgsmål", hvilket indledte hele det forløb, som resulterede i udbruddet af vinterkrigen.